# Hebammenkreißsaal
Der Hebammenkreißsaal ist in Deutschland ein hebammengeleitetes geburtshilfliches Betreuungsmodell in der Klinik, in dem Hebammen eigenverantwortlich gesunde Schwangere vor, während und nach der Geburt ohne ärztlichen Geburtshelfer betreuen.
Treten in dieser Zeit Komplikationen auf, wird die Frau an den üblichen Kreißsaal übergeben. Welche Frauen im Hebammenkreißsaal betreut werden dürfen und wann eine Verlegung veranlasst werden muss, wird anhand eines Ein- und Ausschlusskriterienkatalogs entschieden, der von einem interdisziplinären Team aus Hebammen, ärztlichen Geburtshelfern und Kinderärzten erarbeitet wird. Der Hebammenkreißsaal ist eine Erweiterung des schon bestehenden geburtshilflichen Angebots in einem Krankenhaus und soll dieses nicht ersetzen. Die interventionsarme Betreuung, die im Hebammenkreißsaal ermöglicht wird, war bis zur Entstehung dieses Betreuungskonzeptes in Deutschland fast nur in der außerklinischen Geburtshilfe möglich, also im Rahmen einer Hausgeburt oder einer Entbindung im Geburtshaus.

## Hintergrund
Die Idee des Hebammenkreißsaals entstand vor dem Hintergrund, Frauen ohne oder mit niedrigem Schwangerschaftsrisiko eine interventionsarme und selbstbestimmte Geburtshilfe in klinischem Rahmen anbieten zu können. Zugleich wird Hebammen auf diese Weise ermöglicht, ihre originären Tätigkeiten eigenverantwortlich auszuüben.
Aufgrund der Unzufriedenheit mit der klinischen Geburtshilfe wurde das Konzept Anfang der 1990er Jahre in Skandinavien, Großbritannien und Österreich entwickelt und ist dort inzwischen fest etabliert. In Deutschland wurde die Idee erstmals 1998 von der damaligen Präsidentin des Bundes Deutscher Hebammen Magdalene Weiß aufgegriffen und anschließend in einer Arbeitsgruppe von Hebammen weiterverfolgt. Der erste Hebammenkreißsaal in Deutschland wurde 2003 im Klinikum Bremerhaven Reinkenheide gegründet. Hebammenkreißsaalmodelle aus Dänemark, Schweden und Großbritannien dienten als Vorbild. Das Konzept wurde von Anfang an vom Verbund Hebammenforschung wissenschaftlich begleitet. 1923 gab es 25 Hebammenkreißsäle in Deutschland. 2025 gibt es bundesweit etwa 60 Krankenhäuser, die nach einem derartigen Konzept arbeiten. Innerhalb von nur etwa zwei Jahren hat sich die Zahl der von Hebammen betreuten Kreißsäle verdoppelt.

## Ablauf der Betreuung
Frauen, die dieses Betreuungsangebot in Anspruch nehmen wollen, bauen bereits in der Schwangerschaft Kontakt zu dem Hebammenteam auf, sie lernen also schon vor der Geburt das Modell des Hebammenkreißsaals und die dort tätigen Hebammen kennen. Dafür sind in der Schwangerschaft eine bestimmte Anzahl an Kontakten – meist zwei im letzten Schwangerschaftsdrittel – in der sogenannten Hebammensprechstunde vorgesehen. Darüber hinaus hat die Schwangere in der Regel die Möglichkeit, an Angeboten wie Kreißsaalführungen, Akupunktursprechstunden und verschiedenen Kursen teilzunehmen. Ziel ist dabei, eine vertrauensvolle Beziehung herzustellen, die eine interventionsarme Geburtshilfe unterstützen soll.
Bei der Aufnahme zur Geburt werden die Ein- und Ausschlusskriterien nochmals überprüft. Unter der Geburt ist eine Eins-zu-Eins-Betreuung angestrebt, was der Hebamme ermöglicht, die Gebärende kontinuierlich und individuell zu betreuen. Zur Geburtserleichterung werden von der Hebamme dabei ausschließlich naturheilkundliche Verfahren angewendet, sollten diese nicht ausreichen, wird die Gebärende im normalen Kreißsaal weiterbetreut. Bei der eigentlichen Geburt ist eine zweite Hebamme anwesend. Bei Auftreten von Regelwidrigkeiten oder Komplikationen zieht die Hebamme den Arzt hinzu. Dieses Vorgehen bedeutet in der Regel für die Frau keinen Wechsel der Räumlichkeiten oder des Personals. Wird das Modell konsequent umgesetzt, erfolgt auch die Betreuung im Wochenbett durch das Hebammenteam.
Studien konnten zeigen, dass diese Betreuungsform zu einer größeren Zufriedenheit bei Frauen führt. Als wichtigste Faktoren dafür konnten die Selbstbestimmung der Frau und die Unterstützung identifiziert werden. Als vorteilhaft gilt auch die hohe Kontinuität der Betreuung.